# Marknadsmisslyckande
Ett marknadsmisslyckade eller marknadsimperfektion är i neoklassisk nationalekonomi situationen där kapitalismen inte leder till en optimal resursanvändning i samhället. Marknadsmisslyckanden tas ofta som intäkt för att staten eller kommunen ska blanda sig situationen eller också ta över varans/tjänstens produktion helt och hållet.

## Teorin
I kapitalistiska samhällen förutsätts enligt teorin konsumenter och företag agera som om de styrdes av en "osynlig hand", via teorin om tillgång och efterfrågan. Denna interaktion sker i praktiken med hjälp av priset. I och med att hushåll och företag tittar på priset när de köper eller säljer något förutsätts de omedvetet ta hänsyn till de sociala fördelar och kostnader av sitt beteende. I teorin leder detta till ett resultat som maximerar samhällets välfärd. På det sättet fördelas resurser enligt teorin på ett effektivt sätt.
I den empiriskt observerbara verkligheten finns det många lägen där tillgång och efterfrågan inte fördelar resurserna effektivt, vilket nationalekonomer definierar som ett marknadsmisslyckande.
Marknadsmisslyckanden sker när produktionen av en vara exempelvis leder till oönskade konsekvenser för en tredje part (externa effekter) eller när en eller fler deltagare i den kapitalistiska ekonomin (exempelvis företag) har oligopol, eller monopol, i ett samhälle, eller globalt, och därmed kan "skinna" konsumenter genom att ta ut ett högt pris. Teorin om marknadsmisslyckanden utvecklades av keynesianska nationalekonomer i mitten av 1900-talet. Viktiga företrädare här var välfärdsekonomer som Paul Samuelson och Arthur Pigou som undersökte förhållanden där kapitalismens resultat inte ökade samhällets välfärd.

## Exempel på marknadsmisslyckanden

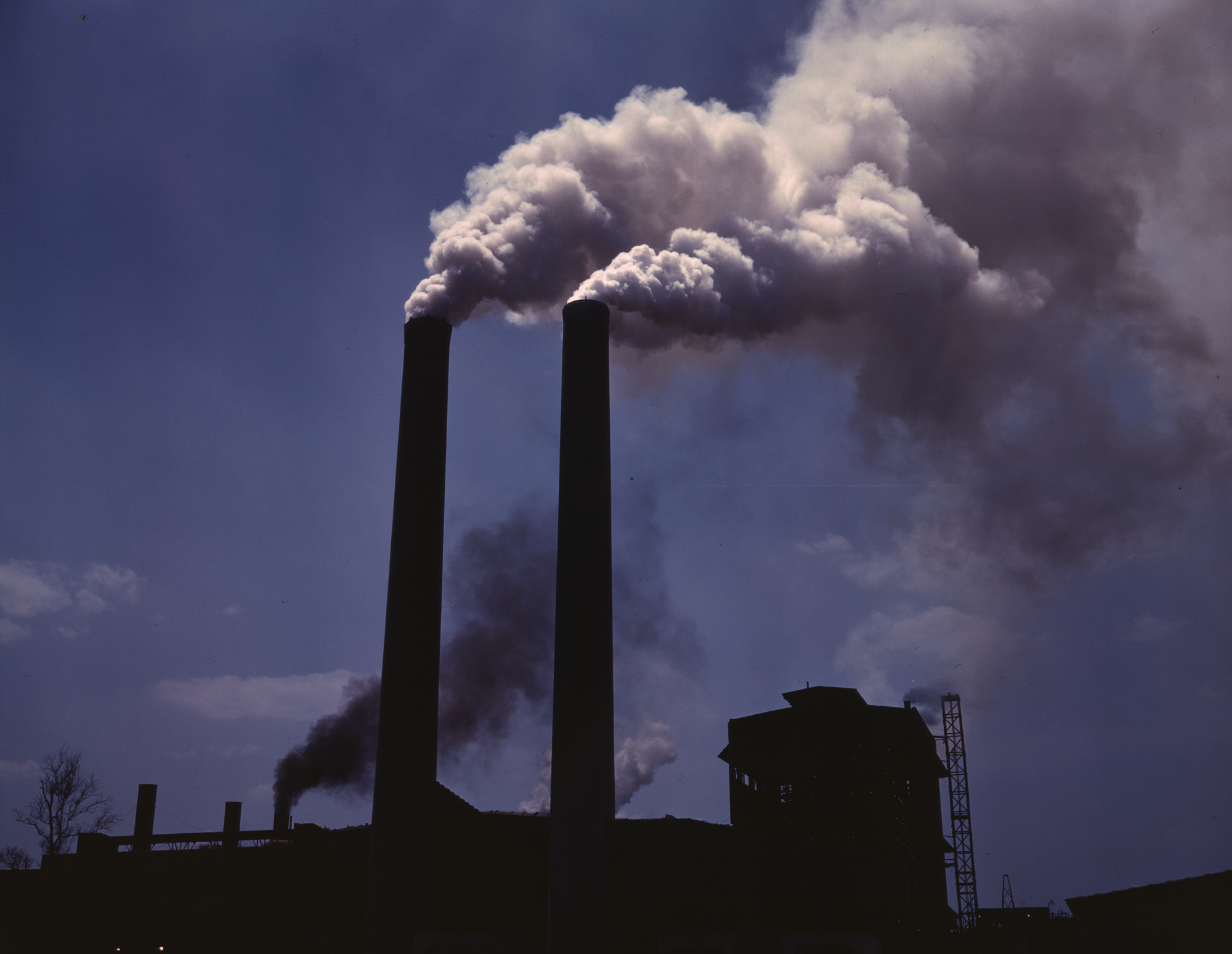
Miljöförstöring är en teknologisk extern effekt, en form av marknadsmisslyckande.

### Kollektiva varor
Ett exempel där prismekanismen inte fungerar är kollektiva varor som t ex försvaret. I dessa fall betalas tjänsten eller varan via skattesedeln och organiseras av staten.

En avgift på miljöförstöring gör att utbudskurvan förskjuts uppåt

### Externa effekter
Externa effekter uppstår när aktiviteten av en person påverkar välmåendet av en tredje part och när förövaren inte betalar och den tredje parten heller inte får någon kompensation för den externa effekten. Pappersindustrin kan exempelvis släppa ut miljögifter i vattnet samtidigt som den producerar papper, utsläppet av miljögifterna är i detta fallet den negativa externa effekten. Ett annat exempel på en negativ extern effekt är utsläppet som uppstår vid bilkörning.
För att motverka dessa negativa externa effekter kan staten lägga en skatt på miljöföroreningen (se modellen om tillgång och efterfråga till höger där den nya skatten visas genom att utbudskurvan flyttas uppåt, från S1 till S2). Beskattningen kallas för en "internalisering av de externa effekterna" eftersom föroreningen nu är en kostnad för företaget vilket leder till incitament att reducera de externa effekterna. Förutom staten kan även privata aktörer motverka negativa externa effekter, t ex kan moraliska regler som "den gyllene regeln" ("gör mot andra som du själv vill bli behandlad") leda till ett beteende som tar hänsyn till hur andra påverkas av vårt beteende, vilket i ekonomiska termer också kan ses som en internalisering av de externa effekterna som kan uppstå genom mänskligt handlande. Ytterligare ett exempel är välgörenhet som i regel sysslar med att försöka kompensera för externa effekter som t ex miljöförstöring.
Förutom negativa externa effekter finns det även positiva externa effekter som t ex att skaffa sig en utbildning. Detta är bra för människan men även för samhället som drar nytta av att utbildningsnivån stiger eftersom hela samhällets välstånd ökar när individen kan verka genom att arbeta med något mer specialiserat. Just när det gäller utbildning är dess positiva externa effekter ett viktigt skäl till att den i många länder sköts av staten, dvs. att samhället står för kostnaden (tjänsten subventioneras av samhället). Även privata donationer till skolor och högskolor är exempel på att förstärka de positiva externa effekter som uppstår genom utbildning.

### Monopol och oligopol
En situation där en eller flera marknadsdeltagare (konsumenter eller företag) kan påverka priset på marknaden är också ett exempel på ett marknadsmisslyckande. I en monopolsituation är det ett enskilt företag som producerar en vara eller tjänst på en marknad. Finns det några företag, men ändå inte många, som producerar på en marknad pratar man om ett oligopol. Exempel på oligopol är marknaden för tennisbollar. Ett exempel på en monopolliknande situation är marknaden för operativsystem där Windows (ägd av företaget Microsoft) användes på 80% av alla datorer i slutet av 90-talet. Eftersom företagen i första hand är intresserade av att maximera sin vinst kan de i en sådan situation få goda profitmarginaler på sina produkter. Råder det ett oligopol på marknaden kan företagen prata ihop sig om priset eller till och med bilda en kartell. Alla dessa situationer leder till att konsumenterna i slutändan betalar ett högre pris än nödvändigt och därmed är resultatet inte optimalt för samhället.

### Asymmetrisk information
Asymmetrisk information är enligt teorin ytterligare ett exempel på ett marknadsmisslyckande. Denna situation kan exempelvis uppstå gällande begagnade bilar i kapitalistiska samhällen, där säljaren i regel vet mer om bilens tillstånd än köparen. Det betyder att köparen löper risk att köpa en bil som har dolda defekter. I sin tur leder detta till att många människor undviker att köpa begagnade bilar vilket resulterar i att en nyköpt bil redan efter ett par veckor har tappat mycket av sitt ursprungliga värde. I en sådan situation fungerar "den osynliga handen" inte som önskat eftersom de som äger bra begagnade bilar inte säljer dem för att det potentiella försäljningspriset är för lågt. George Akerlof, Michael Spence och Joseph Stiglitz tilldelades Sveriges Riksbanks pris i ekonomisk vetenskap till Alfred Nobels minne år 2001 för sitt arbete om asymmetrisk information.

## Kritik

### Österrikisk ekonomi
Vissa som förordar laissez-faire kapitalism, vilket inkluderar många ekonomer i den österrikiska skolan, argumenterar för att "marknadsmisslyckanden", inte existerar. Israel Kirzner hävdar att, "effektivitet för ett socialt system, innebär effektivititeten med vilket detsamma tillåter enskilda medlemmar av samhället att uppnå sina egna mål." Ineffektivitet uppstår enbart när de metoder människor väljer för självförverkligande inte stämmer överens med de mål de anser sig vilja uppnå.

### Zerbe and McCurdy
Zerbe and McCurdy har kopplat sin kritik gällande så kallade "marknadsmisslyckanden", till transaktionskostnader. 
Ett fundamentalt problem med själva konceptet av "marknadsmisslyckanden", som nationalekonomer då och då erkänner, är att det beskriver en situation som existerar överallt."
Transaktionskostnader är en del av varje utbyte i kapitalismen, trots att priset av transaktionskostnader vanligen inte är bestämt. De sker överallt och prissätts ej. Därav, är kan "marknadsmisslyckanden" och externaliteter uppstå varje gång transaktionskostnader förekommer. Det finns ingen plats i teorin för samhällelig intervention. Istället, ska samhället fokusera på att eliminera transaktionskostnader och så vidare.